# Helmuth Beukemann
Helmuth Beukemann (* 9. Mai 1894 in Hamburg; † 13. Juli 1981 ebenda) war ein deutscher Generalleutnant im Zweiten Weltkrieg.

## Militärische Laufbahn
Beukemann trat am 4. Mai 1914 als Fahnenjunker in das 5. Hannoversche Infanterie-Regiment Nr. 165 der Preußischen Armee in Quedlinburg ein. Während des Ersten Weltkriegs avancierte er bis Juni 1918 zum Oberleutnant und erhielt neben beiden Klassen des Eisernen Kreuzes das Verwundetenabzeichen in Schwarz. In die Reichswehr übernommen, wurde er zunächst als Zugführer in der 8. (MG) Kompanie des 12. Infanterie-Regiments und ab Dezember 1926 als Kompaniechef verwendet. Am 1. Februar 1928 wurde er zum Hauptmann befördert und am 1. Oktober 1934 als Taktiklehrer an die Kriegsschule München berufen. Weitere Beförderungen erhielt er, weiterhin an der Kriegsschule eingesetzt, am 1. Dezember 1934 zum Major und am 1. Oktober 1937 zum Oberstleutnant. Ab 10. November 1938 wurde Beukemann Kommandeur des I. Bataillons des Grenadierregiments 89 der 12. Infanterie-Division, mit der er 1939 am Überfall auf Polen teilnahm.
Ab 13. Januar 1940 war Beukemann Kommandeur des Infanterieregiments 382 im Verband der neu aufgestellten 164. Infanterie-Division. Im Frankreichfeldzug war die Division im Verband der 12. Armee eingesetzt, nach Ende der Kampfhandlungen als Besatzungstruppe im Raum von Reims. Am 1. September 1940 erfolgte Beukemanns Beförderung zum Oberst. Im Januar 1941 wurde die Division nach Rumänien in den Raum südlich von Bukarest verlegt, von wo aus sie Anfang März 1941 die Donau überquerte und über den Schipkapass bis an die bulgarische Südgrenze marschierte. Die Grenze zu Griechenland wurde am 6. April 1941 übertreten und die Division stieß über Ehinos und Xanthi bis zu den Nexos-Übergängen bei Toxote vor. Anschließend besetzte sie noch die Inseln Samothraki und Lemnos und den Raum von Alexandroupolis. Am 14. Mai 1941 wurde Beukemann für seine Regimentsführung das Ritterkreuz des Eisernen Kreuzes verliehen. Im August 1941 wurde das Infanterieregiment 382 als Besatzungstruppe in den Raum Saloniki verlegt. Hier wurde Beukemann Standortältester. Im Januar 1942 erfolgte die Umgliederung der Division in die Festungsdivision Kreta, zu der auch Beukemanns Regiment gehörte. Ab 9. Juli 1942 verlegte das Regiment dann, verstärkt um eine Abteilung des Artillerieregiments 220 und das Pionierbataillons 220 der Division im Luft- und Schiffstransport nach Tobruk, Nordafrika, wo es in der  ersten Schlacht um El-Alamein eingesetzt wurde. Hierfür wurde Beukemann die Italienische Tapferkeitsmedaille in Silber verliehen.
Am 17. August 1942 endete seine Tätigkeit als Regimentskommandeur. Er wurde kurz in die Führerreserve des Heeres versetzt, um dann am 15. September 1942 die Führung der 75. Infanterie-Division an der Ostfront bei Woronesch zu übernehmen. Am 1. November 1942 erhielt Beukemann seine Beförderung zum Generalmajor und wurde Divisionskommandeur. Er kommandierte die Division dann bis zum 9. Juli 1944 in den Rückzugskämpfen aus dem Brückenkopf bei Woronesch, am Westrand des Kursker Bogens, bei den weiteren Rückzügen durch die Nordukraine, bei Tscherkassy und im „Hube-Kessel“ bis nach Galizien. Am 1. Mai 1943 wurde Beukemann Generalleutnant.
Nach einem Erholungsurlaub wurde Beukemann am 1. September 1944 im Ersatzheer das Divisionskommando 539 in Prag übertragen. Bei Kriegsende 1945 geriet Beukemann 1945 in amerikanische Gefangenschaft, aus der er im Juli 1947 entlassen wurde. Er lebte 1955 in Stuttgart, später wieder in seiner Geburtsstadt Hamburg, wo er 1981 verstarb.